# Dalton Transactions
Dalton Transactions је пир-ривју научни часопис који објављује оригинално (примарно) истраживање и чланке са прегледима о свим аспектима хемије неорганских, бионеорганских и органометалних једињења. Издаје га Краљевско хемијско друштво једном седмично. Журнал је добио име по енглеском хемичару, Џону Далтону, најпознатијем по свом раду на модерној атомској теорији. Аутори могу да изаберу да имају прихваћене чланке објављене са отвореним приступом. Уредник је Ендру Шор. Dalton Transactions је 2006. године именован „звездом у успону” у In-cites-у Томсон сајентифика.